# Детинов, Николай Николаевич
Николай Николаевич Детинов (16 декабря 1924 г. - неизвестно) — советский военный и политический деятель, генерал-лейтенант.

## Биография
Родился в 1924 году в Москве. Член КПСС.
Окончил Муромское училище связи, Военную академию связи.
Участник Великой Отечественной войны: командир радиовзвода 990-го стрелкового полка 230-й стрелковой дивизии, начальник отдела триангуляции 114-го отдельного Гдынского строительно-эксплуатационного полка связи.
В 1948—1960 гг. — инженерно-технический и руководящий работник 3-го Главного управления, Главспецмонтажа Министерства среднего машиностроения СССР, Специального комитета Совета Министров СССР по оборонной технике.
В 1960—1991 гг. — заместитель заведующего (по ПВО) оборонного отдела ЦК КПСС, заведующий отделом военно-промышленного комплекса Совета Министров СССР.
Представлял ЦК КПСС в Совете главных конструкторов (1960—1966). Представлял ЦК КПСС в составе пятерки экспертов делегаций СССР на переговорах по ракетам средней и меньшей дальности и ядерным и космическим вооружениям.

При рассмотрении на заседании Политбюро ЦК КПСС документов к встрече Леонида Брежнева и Джеральда Форда во Владивостоке по ним были высказаны определённые замечания, и тут же на заседании Политбюро была сформирована группа специалистов, которым было поручено отразить все предложенные изменения в окончательной редакции документов.
В состав этой группы вошли представители Минобороны, МИД, Отдела оборонной промышленности ЦК КПСС, КГБ и ВПК. Формально группу возглавил генерал Михаил Козлов, занимавший в то время должность Первого заместителя начальника Генерального штаба. В эту группу были также включены заместитель министра иностранных дел СССР Георгий Корниенко, заместитель заведующего Отделом оборонной промышленности ЦК КПСС Николай Детинов, заведующий отделом ВПК К. Осадчиев и один из помощников председателя КГБ СССР В. Митяев. После окончания переговоров с Джеральдом Фордом там же, во Владивостоке, этой группе было поручено подготовить директивы делегации СССР на переговорах в Женеве по реализации достигнутых с президентом США договоренностей.

В 1992—2002 гг. — старший научный сотрудник РАН.
Жил в Москве.

## Награды
- Орден Ленина
- Орден Октябрьской Революции
- Орден Отечественной войны I степени
- Орден Трудового Красного Знамени (дважды)
- Орден Красной Звезды (дважды)